# Euphorbia aaron-rossii
Euphorbia aaron-rossii är en törelväxtart som beskrevs av Arthur Hermann Holmgren och Noel Herman Holmgren. Euphorbia aaron-rossii ingår i släktet törlar, och familjen törelväxter.
Artens utbredningsområde är Arizona. Inga underarter finns listade i Catalogue of Life.